# Abarrots Altolaguirre Inda
Abarrots Altolaguirre Inda (Hondarribia, Guipúscoa 1971) és un dibuixant i guionista de còmic basc.
Col·labora en les revistes "TMEO", "Cáñamo" i "Geu Gasteiz" gràcies a personatges com Els Euskalorros, El Ché de barra o El bar Perico. Va publicar un àlbum en la col·lecció TMEO: "Tres sin raya" (junt altres dos autors: Roger i Piñata). Després de publicar el seu primer llibre en solitari: "Planeta fumeta" va eixir al mercat el llibre dels seus personatges més populars Els Euskalorros: "liando pollos", aventures en el mundial de futbol amb el comando chacho-terrorista.

## Tebeografia - àlbums
- Planeta fumeta. 2004, La cañamería global.
- Euskalorros en el mundial de futbol. 2006, Ezten Kultur Taldea.
- Euskalorros, Hijos del speed 2009, COL. TMEO 039